# 1968年夏季奥林匹克运动会伊拉克代表团
1968年夏季奥林匹克运动会伊拉克代表团是伊拉克派出的1968年夏季奥林匹克运动会代表团。